# Liste des épisodes de Bob's Burgers
Cet article présente la liste des épisodes des Bob's Burgers dans l'ordre de la première diffusion américaine.

## Panorama des saisons
| Saison | Saison | Épisodes | Diffusion originale | Diffusion originale | Sortie DVD               | Sortie DVD           | Sortie DVD              |
| Saison | Saison | Épisodes | Début de saison     | Fin de saison       | Zone 1 (dont États-Unis) | Zone 2 (dont France) | Zone 4 (dont Australie) |
| ------ | ------ | -------- | ------------------- | ------------------- | ------------------------ | -------------------- | ----------------------- |
|        | 1      | 13       | 9 janvier 2011      | 22 mai 2011         | 17 avril 2012            | NC                   | NC                      |
|        | 2      | 9        | 11 mars 2012        | 20 mai 2012         | 7 mai 2013               | NC                   | NC                      |
|        | 3      | 23       | 30 septembre 2012   | 12 mai 2013         | 13 mai 2014              | NC                   | NC                      |
|        | 4      | 22       | 29 septembre 2013   | 18 mai 2014         | 12 mai 2015              | NC                   | NC                      |
|        | 5      | 21       | 5 octobre 2014      | 17 mai 2015         | 20 juillet 2016          | NC                   | NC                      |
|        | 6      | 19       | 27 septembre 2015   | 22 mai 2016         | 2 octobre 2018           | NC                   | NC                      |
|        | 7      | 22       | 25 septembre 2016   | 11 juin 2017        | 2 octobre 2018           | NC                   | NC                      |
|        | 8      | 21       | 1er octobre 2017    | 20 mai 2018         | 2 octobre 2018           | NC                   | NC                      |
|        | 9      | 22       | 30 septembre 2018   | 12 mai 2019         | 3 septembre 2019         | NC                   | NC                      |
|        | 10     | 22       | 29 septembre 2019   | 17 mai 2020         | 23 juin 2020             | NC                   | NC                      |
|        | 11     | 22       | 27 septembre 2020   | 23 mai 2021         | NC                       | NC                   | NC                      |
|        | 12     | 22       | 26 septembre 2021   | 22 mai 2022         | NC                       | NC                   | NC                      |
|        | 13     | 22       | 25 septembre 2022   | 21 mai 2023         | NC                       | NC                   | NC                      |
|        | 14     | 16       | 1er octobre 2023    | 22 septembre 2024   | NC                       | NC                   | NC                      |
|        | 15     | 22       | 29 septembre 2024   | 14 août 2025        | NC                       | NC                   | NC                      |

## Liste des épisodes

### Saison 1 (2011)
Diffusée aux États-Unis entre le 9 janvier 2011 et le 22 mai 2011, cette saison comprend treize épisodes :
| №  | #  | Titre français                 | Titre original                  | Code de production |
| -- | -- | ------------------------------ | ------------------------------- | ------------------ |
| 1  | 1  | Bienvenue chez Bob             | Human Flesh                     | 1ASA01             |
| 2  | 2  | Bob perd la boule              | Crawl Space                     | 1ASA02             |
| 3  | 3  | La Vache sacrée                | Sacred Cow                      | 1ASA04             |
| 4  | 4  | L'Art de la capoeira           | Sexy Dance Fighting             | 1ASA06             |
| 5  | 5  | Le café-théâtre qui tue        | Hamburger Dinner Theater        | 1ASA05             |
| 6  | 6  | Bob chauffeur de taxi          | Sheesh! Cab, Bob?               | 1ASA09             |
| 7  | 7  | Une hôtesse envahissante       | Bed & Breakfast                 | 1ASA08             |
| 8  | 8  | Le Festival d'art contemporain | Art Crawl                       | 1ASA07             |
| 9  | 9  | Qui veut des boulettes         | Spaghetti Western and Meatballs | 1ASA10             |
| 10 | 10 | La Guerre des burgers          | Burger Wars                     | 1ASA03             |
| 11 | 11 | Un week-end à la morgue        | Weekend at Mort's               | 1ASA11             |
| 12 | 12 | La Fête du homard              | Lobsterfest                     | 1ASA13             |
| 13 | 13 | Tricher n'est pas jouer        | Torpedo                         | 1ASA12             |

### Saison 2 (2012)
Le 7 avril 2011, la Fox annonce le renouvellement de la série pour une deuxième saison.

Diffusée aux États-Unis entre le 11 mars 2012 et le 20 mai 2012, cette saison comprend neuf épisodes :
| №  | # | Titre français        | Titre original        | Code de production |
| -- | - | --------------------- | --------------------- | ------------------ |
| 14 | 1 | Les Belchies          | The Belchies          | 2ASA01             |
| 15 | 2 | Un après-midi de Bob  | Bob Day Afternoon     | 2ASA02             |
| 16 | 3 | Natation synchronisée | Synchronized Swimming | 2ASA03             |
| 17 | 4 | Burgerboss            | Burgerboss            | 2ASA04             |
| 18 | 5 | Le Food truck         | Food Truckin          | 2ASA05             |
| 19 | 6 | Dr Yap                | Dr. Yap               | 2ASA07             |
| 20 | 7 | Le Goûteur grogneur   | Moody Foodie          | 2ASA06             |
| 21 | 8 | Very Bad Tina         | Bad Tina              | 2ASA10             |
| 22 | 9 | Bœufoot               | Beefsquatch           | 2ASA09             |

### Saison 3 (2012-2013)
Le 14 mai 2012, la Fox annonce le renouvellement de la série pour une troisième saison.

Diffusée aux États-Unis entre le 30 septembre 2012 et le 12 mai 2013, cette saison comprend vingt-trois épisodes :
| №  | #  | Titre français                          | Titre original                       | Code de production |
| -- | -- | --------------------------------------- | ------------------------------------ | ------------------ |
| 23 | 1  | Le Show Lapin                           | Ear-sy Rider                         | 2ASA13             |
| 24 | 2  | La Chasse aux bonbons                   | Full Bars                            | 2ASA17             |
| 25 | 3  | Bob vire les enfants                    | Bob Fires the Kids                   | 2ASA12             |
| 26 | 4  | Mutinerie sur le coupe-vent             | Mutiny on the Windbreaker            | 2ASA08             |
| 27 | 5  | Proposition indécente pour Thanksgiving | An Indecent Thanksgiving Proposal    | 2ASA19             |
| 28 | 6  | Le Démembreur                           | The Deepening                        | 2ASA11             |
| 29 | 7  | Baratinage                              | Tina-Rannosaurus Wrecks              | 2ASA14             |
| 30 | 8  | Gene a une amoureuse                    | The Unbearable Like-Likeness of Gene | 2ASA16             |
| 31 | 9  | Mon beau mannequin, roi des vitrines    | God Rest Ye Merry Gentle-Mannequins  | 2ASA18             |
| 31 | 10 | Rasoir, Utérus et Laser game            | Mother Daughter Laser Razor          | 2ASA15             |
| 33 | 11 | La Plage nudiste                        | Nude Beach                           | 2ASA20             |
| 34 | 12 | Le Chieur fou                           | Broadcast Wagstaff School News       | 2ASA21             |
| 35 | 13 | Confusion pour la Saint-Valentin        | My Fuzzy Valentine                   | 3ASA01             |
| 36 | 14 | Lindapendance                           | Lindapendant Woman                   | 2ASA22             |
| 37 | 15 | Le Trône de Gene                        | O.T. The Outside Toilet              | 3ASA02             |
| 38 | 16 | Topsy                                   | Topsy                                | 3ASA03             |
| 39 | 17 | Duel pour Tina                          | Two for Tina                         | 3ASA04             |
| 40 | 18 | Un serpent dans le pantalon             | It Snakes a Village                  | 3ASA05             |
| 41 | 19 | Famille en folie                        | Family Fracas                        | 3ASA06             |
| 42 | 20 | Les enfants tiennent le restaurant      | The Kids Run the Restaurant          | 3ASA07             |
| 43 | 21 | Boyz 4 Now                              | Boyz 4 Now                           | 3ASA08             |
| 44 | 22 | La Journée au musée                     | Carpe Museum                         | 3ASA09             |
| 45 | 23 | Gene Tonique                            | The Unnatural                        | 3ASA10             |

### Saison 4 (2013-2014)
Le 16 octobre 2012, la Fox annonce le renouvellement de la série pour une quatrième saison.

Diffusée aux États-Unis entre le 29 septembre 2013 et le 17 mai 2014, cette saison comprend vingt-deux épisodes :
| №  | #  | Titre français                        | Titre original                                                               | Code de production |
| -- | -- | ------------------------------------- | ---------------------------------------------------------------------------- | ------------------ |
| 46 | 1  | Au retour de la rivière               | A River Runs Through Bob                                                     | 3ASA11             |
| 47 | 2  | Pris au piège                         | Fort Night                                                                   | 3ASA13             |
| 48 | 3  | Y a-t-il un pilote dans l'hydravion ? | Seaplane!                                                                    | 3ASA14             |
| 49 | 4  | Bob, mâle bêta                        | My Big Fat Greek Bob                                                         | 3ASA12             |
| 50 | 5  | Le Dindon de la farce                 | Turkey in a Can                                                              | 3ASA16             |
| 51 | 6  | Le Retour des ta-tas                  | Purple Rain-Union                                                            | 3ASA15             |
| 52 | 7  | Le Cercle des Bob disparus            | Bob and Deliver                                                              | 3ASA18             |
| 53 | 8  | Noël dans la voiture                  | Christmas in the Car                                                         | 3ASA17             |
| 54 | 9  | Soirée Pyjama                         | Slumber Party                                                                | 3ASA21             |
| 55 | 10 | Prestidigi-Tina                       | Presto Tina-o                                                                | 3ASA20             |
| 56 | 11 | Publicité familiale                   | Easy Com-mercial, Easy Go-mercial                                            | 3ASA19             |
| 57 | 12 | Les Dossiers de Frond                 | The Frond Files                                                              | 4ASA04             |
| 58 | 13 | Mazel Tina                            | Mazel-Tina                                                                   | 4ASA03             |
| 59 | 14 | Tonton Teddy                          | Uncle Teddy                                                                  | 3ASA22             |
| 60 | 15 | Les enfants cambriolent le train      | The Kids Rob a Train                                                         | 4ASA01             |
| 61 | 16 | Mental Linda                          | I Get Psy-chic Out of You                                                    | 4ASA02             |
| 62 | 17 | Les Équestronautes                    | The Equestranauts                                                            | 4ASA05             |
| 63 | 18 | Ambre gris                            | Ambergris                                                                    | 4ASA06             |
| 64 | 19 | La Fugue                              | The Kids Run Away                                                            | 4ASA07             |
| 65 | 20 | Le Tournoi de pom-pom girls           | Gene It On                                                                   | 4ASA08             |
| 66 | 21 | Le Cheval de manège                   | Wharf Horse (or How Bob Save/Destroys the Town - Part I)                     | 4ASA09             |
| 67 | 22 | Wonder Fraticide                      | World Wharf II: The Wharfening (or How Bob Save/Destroys the Town - Part II) | 4ASA10             |

### Saison 5 (2014-2015)
Le 26 septembre 2013, la Fox annonce le renouvellement de la série pour une cinquième saison.

Diffusée aux États-Unis entre le 5 octobre 2014 et le 17 mai 2015, cette saison contient vingt-et-un épisodes :
| №  | #  | Titre français                                | Titre original                                 | Code de production |
| -- | -- | --------------------------------------------- | ---------------------------------------------- | ------------------ |
| 68 | 1  | Le Spectacle de l'automne                     | Work Hard or Die Trying, Girl                  | 4ASA14             |
| 69 | 2  | Tina et le fantôme                            | Tina and the Real Ghost                        | 4ASA13             |
| 70 | 3  | Amis et burgers si affinités                  | Friends with Burger-fits                       | 4ASA11             |
| 71 | 4  | L'Attaque des dindes vivantes                 | Dawn of the Peck                               | 4ASA16             |
| 72 | 5  | Le Meilleur Burger                            | Best Burger                                    | 4ASA12             |
| 73 | 6  | Big Bob                                       | Father of the Bob                              | 4ASA18             |
| 74 | 7  | La Taupe                                      | Tina Tailor Soldier Spy                        | 4ASA15             |
| 75 | 8  | Tina, surveillante des couloirs               | Midday Run                                     | 4ASA17             |
| 76 | 9  | Cours (il)licites                             | Speakeasy Rider                                | 4ASA20             |
| 77 | 10 | Après-midi dans le jardin de Bob et Louise    | Late Afternoon in the Garden of Bob and Louise | 4ASA19             |
| 78 | 11 | Les maths, ça ne s'achète pas                 | Can't Buy Me Math                              | 4ASA22             |
| 79 | 12 | Les Mille Marches du pouvoir                  | The Millie-churian Candidate                   | 4ASA21             |
| 80 | 13 | Des histoires pour Gayle                      | The Gayle Tales                                | 5ASA01             |
| 81 | 14 | Le Petit Dur                                  | L'il Hard Dad                                  | 5ASA02             |
| 82 | 15 | Escapade d'un soir                            | Adventures in Chinchilla-sitting               | 5ASA03             |
| 83 | 16 | Se faire coller, c'est la tendance            | The Runway Club                                | 5ASA04             |
| 84 | 17 | Les Petits Chanteurs à la paille en plastique | The Itty Bitty Ditty Committee                 | 5ASA05             |
| 85 | 18 | Joyeux Anniversaire, Linda !                  | Eat, Spray, Linda                              | 5ASA06             |
| 86 | 19 | La Maison du malheur                          | Housetrap                                      | 5ASA07             |
| 87 | 20 | Hawk et Chick                                 | Hawk & Chick                                   | 5ASA09             |
| 88 | 21 | Oeder Games                                   | The Oeder Games                                | 5ASA08             |

### Saison 6 (2015-2016)
Le 8 janvier 2015, la Fox annonce le renouvellement de la série pour une sixième saison.

Diffusée aux États-Unis entre le 27 septembre 2015 et le 22 mai 2016, cette saison comprend dix-neuf épisodes :
| №   | #  | Titre français                              | Titre original                             | Code de production |
| --- | -- | ------------------------------------------- | ------------------------------------------ | ------------------ |
| 89  | 1  | Le Bob-stache                               | Sliding Bobs                               | 5ASA10             |
| 90  | 2  | Le Terre-ible                               | The Land Ship                              | 5ASA11             |
| 91  | 3  | La Hantise                                  | The Hauntening                             | 5ASA13             |
| 92  | 4  | La Dinde de Thanksgiving                    | Gayle Makin' Bob Sled                      | 5ASA17             |
| 93  | 5  | Le Père Noël du centre commercial           | Nice-Capades                               | 5ASA18             |
| 94  | 6  | Le Cuisinier, Steve, Gayle et son petit-ami | The Cook, the Steve, the Gayle & Her Lover | 5ASA12             |
| 95  | 7  | Les Annonces de Gene et Courtney            | The Gene and Courtney Show                 | 6ASA01             |
| 96  | 8  | Panne d'inspiration                         | Sexy Dance Healing                         | 5ASA15             |
| 97  | 9  | Sacré Canap'                                | Sacred Couch                               | 5ASA16             |
| 98  | 10 | Alerte aux poux                             | Lice Things Are Lice                       | 5ASA19             |
| 99  | 11 | Stand by Gene                               | Stand by Gene                              | 5ASA14             |
| 100 | 12 | La Maison des 1000 bonds                    | House of 1000 Bounces                      | 5ASA20             |
| 101 | 13 | Sortie en famille                           | Wag the Hog                                | 5ASA22             |
| 102 | 14 | Les Homones-iums                            | The Hormone-iums                           | 6ASA04             |
| 103 | 15 | Pour ou contre les tikis ?                  | Pro Tiki/Con Tiki                          | 6ASA03             |
| 104 | 16 | Bye Bye Boo Boo                             | Bye Bye Boo Boo                            | 6ASA05             |
| 105 | 17 | Le Stage d'équitation                       | The Horse Rider-er                         | 6ASA02             |
| 106 | 18 | Amiral-tueur secret                         | Secret Admiral-ier                         | 6ASA06             |
| 107 | 19 | Les vécés étaient fermés de l'intérieur     | Glued, Where's My Bob?                     | 5ASA21             |

### Saison 7 (2016-2017)
Le 7 octobre 2015, la Fox annonce le renouvellement de la série pour une septième et une huitième saison.

Diffusée aux États-Unis entre le 25 septembre 2016 et le 11 juin 2017, cette saison comprend vingt-deux épisodes :
| №   | #  | Titre français                                    | Titre original                                 | Code de production |
| --- | -- | ------------------------------------------------- | ---------------------------------------------- | ------------------ |
| 108 | 1  | Fièvr-ouise                                       | Flu-ouise                                      | 6ASA11             |
| 109 | 2  | Eaubserve-moi maintenant                          | Sea Me Now                                     | 6ASA07             |
| 110 | 3  | Tina : sorcière à croquer                         | Teen-a Witch                                   | 6ASA13             |
| 111 | 4  | Vous reprendrez bien un peu de cheval ?           | They Serve Horses, Don't They?                 | 6ASA08             |
| 112 | 5  | Mon gros-frère, ce héros                          | Large Brother, Where Fart Thou?                | 6ASA10             |
| 113 | 6  | Les Foldindes                                     | The Quirkducers                                | 6ASA16             |
| 114 | 7  | La dernière maison en pain d'épices sur la gauche | The Last Gingerbread House on the Left         | 6ASA18             |
| 115 | 8  | Ex MachTina                                       | Ex MachTina                                    | 6ASA09             |
| 116 | 9  | Bob actually                                      | Bob Actually                                   | 6ASA22             |
| 117 | 10 | Y a pas meilleur business que Monsieur Business   | There's No Business Like Mr. Business Business | 6ASA15             |
| 118 | 11 | Un homme pas content                              | A Few 'Gurt Men                                | 6ASA19             |
| 119 | 12 | Le Désabandonneur                                 | Like Gene for Chocolate                        | 6ASA12             |
| 120 | 13 | Le Grand Mama-Pest Hôtel                          | The Grand Mama-Pest Hotel                      | 6ASA14             |
| 121 | 14 | Aquatisme                                         | Aquaticism                                     | 6ASA17             |
| 122 | 15 | (Coup de)foudre d’éloquence                       | Ain't Miss Debatin                             | 6ASA20             |
| 123 | 16 | Plein comme un œuf                                | Eggs for Days                                  | 6ASA21             |
| 124 | 17 | La Folie de GN                                    | Zero Larp Thirty                               | 7ASA01             |
| 125 | 18 | Le roc qui a sauvé le rock and roll               | The Laser-inth                                 | 7ASA02             |
| 126 | 19 | Thelma et Louise sauf que Thelma est Linda        | Thelma & Louise Except Thelma is Linda         | 7ASA03             |
| 127 | 20 | Maman, mensonges et vidéo                         | Mom, Lies, and Videotape                       | 7ASA04             |
| 128 | 21 | Les Festivaliers du char perdu                    | Paraders of the Lost Float                     | 7ASA05             |
| 129 | 22 | La grande aventure de Bob                         | Into the Mild                                  | 7ASA06             |

### Saison 8 (2017-2018)
Diffusée aux États-Unis entre le 1er octobre 2017 et le 20 mai 2018, cette saison comprend vingt-et-un épisodes :
| №   | #  | Titre français                         | Titre original                                             | Code de production |
| --- | -- | -------------------------------------- | ---------------------------------------------------------- | ------------------ |
| 130 | 1  | Brunchfoot                             | Brunchsquatch                                              | 7ASA14             |
| 131 | 2  | Un crime presque parfait               | The Silence of the Louise                                  | 7ASA09             |
| 132 | 3  | Le loup de Wharf Street                | The Wolf of Wharf Street                                   | 7ASA07             |
| 133 | 4  | L’ours, la brute et les baby-sitters   | Sit Me Baby One More Time                                  | 7ASA08             |
| 134 | 5  | Le thanksgiving de Teddy               | Thanks-hoarding                                            | 7ASA15             |
| 135 | 6  | Le Père Fouettard (Partie 1)           | The Bleakening (Part 1)                                    | 7ASA16             |
| 136 | 7  | Le Père Fouettard (Partie 2)           | The Bleakening (Part 2)                                    | 7ASA17             |
| 137 | 8  | V pour Valen-detta                     | V for Valentine-detta                                      | 7ASA22             |
| 138 | 9  | Complètement Ga-Ga                     | Y Tu Ga-Ga Tambien                                         | 7ASA12             |
| 139 | 10 | La légende des poteries disparues      | The Secret Ceramics Room of Secrets                        | 7ASA19             |
| 140 | 11 | Dormir avec ma meillemie               | Sleeping with the Frenemy                                  | 7ASA20             |
| 141 | 12 | Joue-la comme Bob                      | The Hurt Soccer                                            | 7ASA23             |
| 142 | 13 | J’irai dormir chez toi                 | Cheer Up, Sleepy Gene                                      | 7ASA10             |
| 143 | 14 | Double couple, double jeu              | The Trouble with Doubles                                   | 7ASA18             |
| 144 | 15 | Tina, n’en fais pas toute une montagne | Go Tina on the Mountain                                    | 8ASA01             |
| 145 | 16 | Bob, tu es là ? C’est ton anniversaire | Are You There Bob? It's Me, Birthday                       | 8ASA04             |
| 146 | 17 | Alerte à Mali-wharf                    | Boywatch                                                   | 7ASA11             |
| 147 | 18 | La ruelle de la discorde               | As I Walk Through the Alley of the Shadow of Ramps         | 8ASA02             |
| 148 | 19 | Mère toute puissante !                 | Mo Mommy, Mo Problems                                      | 8ASA03             |
| 149 | 20 | Mission Impo-limassible                | Mission Impos-slug-ble                                     | 7ASA21             |
| 150 | 21 | Le chemin du cœur passe par l’estomac  | Something Old, Something New, Something Bob Caters for You | 8ASA05             |

### Saison 9 (2018-2019)
Le 12 mai 2018, la Fox confirme le renouvelée pour une neuvième saison.

Diffusée aux États-Unis entre le 30 septembre 2018 et le 12 mai 2019, cette saison comprend vingt-deux épisodes :
| №   | #  | Titre français                     | Titre original                                    | Code de production |
| --- | -- | ---------------------------------- | ------------------------------------------------- | ------------------ |
| 151 | 1  | Damon-Ogamie                       | Just One of the Boyz 4 Now for Now                | 8ASA06             |
| 152 | 2  | Le casse du siècle                 | The Taking of Funtime One Two Three               | 7ASA13             |
| 153 | 3  | Entrepreneurs en herbe             | Tweentrepreneurs                                  | 8ASA09             |
| 154 | 4  | Cauchemar sur Ocean Avenue         | Nightmare on Ocean Avenue Street                  | 8ASA07             |
| 155 | 5  | Vivre et laisser voler             | Live and Let Fly                                  | 8ASA11             |
| 156 | 6  | Bobby Driver                       | Bobby Driver                                      | 8ASA12             |
| 157 | 7  | La dinde graciée                   | I Bob Your Pardon                                 | 8ASA08             |
| 158 | 8  | Comme sur des roulettes            | Roller? I Hardly Know Her!                        | 8ASA13             |
| 159 | 9  | Objet parlant non identifié        | UFO No You Didn't                                 | 8ASA14             |
| 160 | 10 | Luge qui peut                      | Better Off Sled                                   | 8ASA10             |
| 161 | 11 | Huiles non essentielles            | Lorenzo's Oil? No, Linda's                        | 8ASA16             |
| 162 | 12 | La chasse à l'amour                | The Helen Hunt                                    | 8ASA17             |
| 163 | 13 | Un film, trois histoires et au lit | Bed, Bob & Beyond                                 | 8ASA15             |
| 164 | 14 | Recherche cavalier désespérément   | Every Which Way but Goose                         | 8ASA18             |
| 165 | 15 | Principale d'un jour               | The Fresh Princ-ipal                              | 8ASA19             |
| 166 | 16 | Congé forcé                        | Roamin' Bob-iday                                  | 8ASA20             |
| 167 | 17 | Touche pas à mon blob              | What About Blob?                                  | 8ASA21             |
| 168 | 18 | Duel de marionnettes               | If You Love It So Much, Why Don't You Marionette? | 8ASA22             |
| 169 | 19 | Fan d'un jour, Bob toujours        | Long Time Listener, First Time Bob                | 8ASA23             |
| 170 | 20 | Cours, Gene, cours                 | The Gene Mile                                     | 8ASA24             |
| 171 | 21 | ADPE, vous avez dit ADPE ?         | P.T.A. It Ain't So                                | 8ASA25             |
| 172 | 22 | Pas sans mon Zeke                  | Yes Without My Zeke                               | 8ASA26             |

### Saison 10 (2019-2020)
Le 12 février 2019, la Fox annonce le renouvellement de la série pour une dixième saison.

Diffusée aux États-Unis entre le 29 septembre 2019 et le 17 mai 2020, cette saison comprend vingt-deux épisodes :
| №   | #  | Titre français                        | Titre original                         | Code de production |
| --- | -- | ------------------------------------- | -------------------------------------- | ------------------ |
| 173 | 1  | Le cercle (mais qui ne fait pas peur) | The Ring (But Not Scary)               | 9ASA01             |
| 174 | 2  | Promenons-nous dans les bois          | Boys Just Wanna Have Fungus            | 9ASA02             |
| 175 | 3  | Son bateau fait un carton             | Motor, She Boat                        | 9ASA03             |
| 176 | 4  | T'as un gros porc-blème, petite Tina  | Pig Trouble in Little Tina             | 9ASA04             |
| 177 | 5  | Les rois du shopping                  | Legends of the Mall                    | 9ASA05             |
| 178 | 6  | Certains l'aiment Hawk                | The Hawkening: Look Who's Hawking Now! | 9ASA06             |
| 179 | 7  | Loft People                           | Land of the Loft                       | 9ASA08             |
| 180 | 8  | On met les gaz... ou pas              | Now We're Not Cooking with Gas         | 9ASA07             |
| 181 | 9  | Et tout le Gene                       | All That Gene                          | 9ASA10             |
| 182 | 10 | Mon beau paquet                       | Have Yourself a Maily Linda Christmas  | 9ASA09             |
| 183 | 11 | Impianotoyable                        | Drumforgiven                           | 9ASA11             |
| 184 | 12 | Un poisson nommé Tina                 | A Fish Called Tina                     | 9ASA12             |
| 185 | 13 | Trois filles et un petit Wharfy       | Three Girls and a Little Wharfy        | 9ASA13             |
| 186 | 14 | Chant de bataille                     | Wag the Song                           | 9ASA14             |
| 187 | 15 | Youtigo                               | Yurty Rotten Scoundrels                | 9ASA16             |
| 188 | 16 | Enchères et en os                     | Flat-Top o' the Morning to Ya          | 9ASA15             |
| 189 | 17 | Serpentrip                            | Just the Trip                          | 9ASA17             |
| 190 | 18 | Clac, clac, claquettes                | Tappy Tappy Tappy Tap Tap Tap          | 9ASA18             |
| 191 | 19 | The Handyman Can                      | The Handyman Can                       | 9ASA19             |
| 192 | 20 | Crotte, je ne l'ai pas refait         | Poops!... I Didn't Do It Again         | 9ASA20             |
| 193 | 21 | Héroïne locale                        | Local She-ro                           | 9ASA21             |
| 194 | 22 | Petits canulars entre amis            | Prank You for Being a Friend           | 9ASA22             |

### Saison 11 (2020-2021)
Diffusée aux États-Unis entre le 27 septembre 2020 et le 23 mai 2021, cette saison comprend vingt-deux épisodes :
| №   | #  | Titre français                                                      | Titre original                                                 | Code de production |
| --- | -- | ------------------------------------------------------------------- | -------------------------------------------------------------- | ------------------ |
| 195 | 1  | Le Rêve de Bob                                                      | Dream a Little Bob of Bob                                      | AASA01             |
| 196 | 2  | Parasites symphoniques                                              | Worms of In-Rear-ment                                          | 9ASA23             |
| 197 | 3  | Copa-Bob-Bana                                                       | Copa-Bob-bana                                                  | AASA02             |
| 198 | 4  | Hôteloween                                                          | Heartbreak Hotel-oween                                         | AASA04             |
| 199 | 5  | La Capsule temporelle de l'école Wagstaff                           | Fast Time Capsules at Wagstaff School                          | AASA03             |
| 200 | 6  | Bob Belcher et les enfants terribles, affreux et vraiment pas sages | Bob Belcher and the Terrible, Horrible, No Good, Very Bad Kids | AASA05             |
| 201 | 7  | Mémoires d'une diarrhée                                             | Diarrhea of a Poopy Kid                                        | AASA08             |
| 202 | 8  | Terminalator 2 : Terminus familial                                  | The Terminalator II: Terminals of Endearment                   | AASA07             |
| 203 | 9  | Le Fils à sa maman                                                  | Mommy Boy                                                      | AASA06             |
| 204 | 10 | Sage ou pas sage                                                    | Yachty or Nice                                                 | AASA09             |
| 205 | 11 | Le Bœuf romantique                                                  | Romancing the Beef                                             | AASA13             |
| 206 | 12 | Mourir pour une carte                                               | Die Card, or Card Trying                                       | AASA10             |
| 207 | 13 | Un Mammouth qui dérange                                             | An Incon-Wheelie-ent Truth                                     | AASA11             |
| 208 | 14 | Monsieur Pets-Solitaires                                            | Mr. Lonely Farts                                               | AASA12             |
| 209 | 15 | Les Évadés                                                          | Sheshank Redumption                                            | AASA14             |
| 210 | 16 | Y Tu Tina Tambien                                                   | Y Tu Tina También                                              | AASA15             |
| 211 | 17 | Doigts baladeurs                                                    | Fingers-loose                                                  | AASA16             |
| 212 | 18 | Un carambolage casse-tête                                           | Some Kind of Fender Benderful                                  | AASA17             |
| 213 | 19 | L'Aventure plus ou moins périlleuse                                 | Bridge Over Troubled Rudy                                      | AASA19             |
| 214 | 20 | Les Voleurs de magazines                                            | Steal Magazine-olias                                           | AASA20             |
| 215 | 21 | Dis-moi quelque chose de bête                                       | Tell Me Dumb Thing Good                                        | AASA21             |
| 216 | 22 | Une soirée vampiro-disco                                            | Vampire Disco Death Dance                                      | AASA18             |

### Saison 12 (2021-2022)
Diffusée aux États-Unis depuis le 26 septembre 2021 :
| №   | #  | Titre français                                                   | Titre original                               | Code de production |
| --- | -- | ---------------------------------------------------------------- | -------------------------------------------- | ------------------ |
| 217 | 1  | Le Défilé nullissime de la perverse Pixie                        | Manic Pixie Crap Show                        | AASA22             |
| 218 | 2  | Piège de cristal                                                 | Crystal Mess                                 | BASA01             |
| 219 | 3  | La fête de la citrouille                                         | The Pumpkinening                             | BASA02             |
| 220 | 4  | Andouille au volant                                              | Driving Big Dummy                            | BASA03             |
| 221 | 5  | À nouveau enfant                                                 | Seven-tween Again                            | BASA04             |
| 222 | 6  | Plage, s’il vous plaît                                           | Beach, Please                                | BASA05             |
| 223 | 7  | Nid de grenier                                                   | Loft in Bedslation                           | BASA08             |
| 224 | 8  | Coincée dans la cuisine avec toi                                 | Stuck in the Kitchen with You                | BASA06             |
| 225 | 9  | Le Syndrome FOMO                                                 | FOMO You Didn't                              | BASA09             |
| 226 | 10 | Le Petit Malchanceux                                             | Gene's Christmas Break                       | BASA07             |
| 227 | 11 | La Touche d'Eva(luation)                                         | Touch of Eval(uations)                       | BASA10             |
| 228 | 12 | Le Ferry de l'amour rebelle                                      | Ferry on My Wayward Bob and Linda            | BASA13             |
| 229 | 13 | Mémoire de marin                                                 | Frigate Me Knot                              | BASA12             |
| 230 | 14 | Un clip de Gene-ie                                               | Video Killed the Gene-io Star                | BASA11             |
| 231 | 15 | Méfaits antiques                                                 | Ancient Misbehavin                           | BASA14             |
| 232 | 16 | Entretien avec un papi-pire                                      | Interview with a Pop-pop-pire                | BASA15             |
| 233 | 17 | Araignée du matin, chagrin                                       | The Spider House Rules                       | BASA16             |
| 234 | 18 | La Menace Ginger                                                 | Clear and Present Ginger                     | BASA17             |
| 235 | 19 | Pour faire pousser les garçons                                   | A-Sprout a Boy                               | BASA18             |
| 236 | 20 | Une histoire de sauce                                            | Sauce Side Story                             | BASA21             |
| 237 | 21 | Ado-robot : première partie                                      | Some Like It Bot Part 1: Eighth Grade Runner | BASA19             |
| 238 | 22 | Certains l'aiment robot, deuxième partie : châtiment automatique | Some Like It Bot Part 2: Judge-bot Day       | BASA20             |

### Saison 13 (2022-2023)
| №   | #  | Titre français                         | Titre original                    | Code de production |
| --- | -- | -------------------------------------- | --------------------------------- | ------------------ |
| 239 | 1  | Être ou ne pas être Bob                | To Bob, or Not to Bob             | BASA22             |
| 240 | 2  | L'Horreur du lac puant                 | The Reeky Lake Show               | CASA01             |
| 241 | 3  | Et si on parlait boulot                | What About Job?                   | CASA02             |
| 242 | 4  | La Comètie des erreurs                 | Comet-y of Errors                 | CASA03             |
| 243 | 5  | Tu t'es vu danser ?                    | So You Stink You Can Dance        | CASA04             |
| 244 | 6  | Pomme rouges (mais pas sanglantes)     | Apple Gore-chard! (But Not Gory)  | CASA05             |
| 245 | 7  | Gene virtuel                           | Ready Player Gene                 | CASA06             |
| 246 | 8  | Thanksgolfing                          | Putts-giving                      | CASA07             |
| 247 | 9  | La Tombe de maman                      | Show Mama from the Grave          | CASA08             |
| 248 | 10 | Le Triathlon de Noël                   | The Plight Before Christmas       | CASA10             |
| 249 | 11 | Tricherie et Tempête                   | Cheaty Cheaty Bang Bang           | CASA09             |
| 250 | 12 | Je n'y rame pas                        | Oh Row You Didn't                 | CASA11             |
| 251 | 13 | Arrête, sinon ma mère va enquêter !    | Stop! Or My Mom Will Sleuth!      | CASA12             |
| 252 | 14 | Ces chaussures sont faites pour suivre | These Boots Are Made for Stalking | CASA13             |
| 253 | 15 | La présentation continue               | The Show (and Tell) Must Go On    | CASA14             |
| 254 | 16 | Poisson d'avril                        | What a (April) Fool Believes      | CASA16             |
| 255 | 17 | Rencontre du troisième piaf            | Crows Encounters of the Bird Kind | CASA15             |
| 256 | 18 | La carte cadeau qui tue                | Gift Card or Buy Trying           | CASA17             |
| 257 | 19 | Crabement fabuleux                     | Crab-solutely Fabulous            | CASA18             |
| 258 | 20 | Incroyable radio                       | Radio No You Didn't               | CASA19             |
| 259 | 21 | Mère, Auteur et Pointeur laser         | Mother Author Laser Pointer       | CASA20             |
| 260 | 22 | Amelia                                 | Amelia                            | CASA21             |

### Saison 14 (2023-2024)
| №   | #  | Titre français                 | Titre original                           | Code de production |
| --- | -- | ------------------------------ | ---------------------------------------- | ------------------ |
| 261 | 1  | Shérififi chez les Belcher     | Fight at the Not Okay Chore-ral          | CASA22             |
| 262 | 2  | L'incroyable Rudy              | The Amazing Rudy                         | DASA01             |
| 263 | 3  | L'EVJF                         | The Pickleorette                         | DASA02             |
| 264 | 4  | Gene extralucide               | Running Down a Gene                      | DASA03             |
| 265 | 5  | Le bon et la brute qui truande | Bully-ieve It or Not                     | DASA04             |
| 266 | 6  | Fishoeder Island               | Escape from Which Island?                | DASA06             |
| 267 | 7  | Le roi et moi                  | The (Raccoon) King and I                 | DASA05             |
| 268 | 8  | Wonder Gaffe                   | Wharf, Me Worry?                         | DASA07             |
| 269 | 9  | Boniment Evil : Docu-pocalypse | Fraud of the Dead: Zombie-docu-pocalypse | DASA08             |
| 270 | 10 | Un Noël désastreux             | The Nightmare 2 Days Before Christmas    | DASA09             |
| 271 | 11 | Mission Impossi-Bob            | Mission Impossi-Bob                      | DASA10             |
| 272 | 12 | Jade de l'ombre                | Jade in the Shade                        | DASA11             |
| 273 | 13 | Peurs et Sueur                 | Butt Sweat and Fears                     | DASA12             |
| 274 | 14 | Le Grand Stieblitzki           | The Big Stieblitzki                      | DASA13             |
| 275 | 15 | Coriace et pas qu'un peu       | The Right Tough Stuff                    | DASA14             |
| 276 | 16 | Pour cuisiner un criminel      | To Catch a Beef                          | DASA15             |

### Saison 15 (2024-2025)
| №   | #  | Titre français                       | Titre original                          | Code de production |
| --- | -- | ------------------------------------ | --------------------------------------- | ------------------ |
| 277 | 1  | La table de Tina : On se met à table | The Tina Table: The Tables Have Tina-ed | DASA16             |
| 278 | 2  | Il faut sauver le drive-in           | Saving Favorite Drive-In                | DASA17             |
| 279 | 3  | La Dronoloscopie                     | Colon-ly the Dronely                    | DASA18             |
| 280 | 4  | Pour qui s'actionnent les poupées    | For Whom the Doll Toes                  | DASA20             |
| 281 | 5  | Crois en ton fromage                 | Don't Stop Be-cheesin'                  | DASA19             |
| 282 | 6  | La soirée de tous les possibles      | Hope N' Mic Night                       | DASA22             |
| 283 | 7  | Les années surf                      | Boogie Days                             | EASA01             |
| 284 | 8  | On achève bien les chevaux, non ?    | They Slug Horses, Don't They?           | DASA21             |
| 285 | 9  | Chienne d'après après-midi de Noël   | Dog Christmas Day After Afternoon       | EASA02             |
| 286 | 10 | Les bons conseils font les bons amis | Advice Things Are Ad-Nice               | EASA03             |
| 287 | 11 | Titre français inconnu               | Mr. Fischoeder's Opus                   | EASA04             |
| 288 | 12 | Titre français inconnu               | Like a Candle in the Gym                | EASA05             |
| 289 | 13 | Titre français inconnu               | Snackface                               | EASA06             |
| 290 | 14 | Titre français inconnu               | The Place Beyond the Pinecones          | EASA07             |
| 291 | 15 | Titre français inconnu               | The Lost City of Atlantic               | EASA08             |
| 292 | 16 | Titre français inconnu               | The Shell Game                          | EASA11             |
| 293 | 17 | Titre français inconnu               | Wild Steal-ions                         | EASA10             |
| 294 | 18 | Titre français inconnu               | Don't Worry, Be Hoopy                   | EASA15             |
| 295 | 19 | Titre français inconnu               | The Dead Bo-ats Society                 |                    |
| 296 | 20 | Titre français inconnu               | Dad-urday Kite Fever                    |                    |
| 297 | 21 | Titre français inconnu               | Mr. Safebody                            |                    |
| 298 | 22 | Titre français inconnu               | InsomniBob                              |                    |